# Siro Bianchi
Siro Bianchi (* 23. August 1924 in Santa Maria a Monte; † 16. Juni 1992 in Saint-Rémy-de-Provence) war ein italienisch-französischer Radrennfahrer.

## Sportliche Laufbahn
Bianchi war im Straßenradsport aktiv. Von 1952 bis 1960 startete er als Berufsfahrer. 1951 siegte er im Rennen Polymultipliée lyonnaise, 1952 im Etappenrennen Grand Prix Midi Libre vor Louison Bobet, 1956 in der Tour du Gard, 1957 im Circuit de Drome-Ardèche. Etappensiege holte er in der Tour du Sud-Est 1952, im Critérium du Dauphiné 1953, im Grand Prix Midi Libre und in der Tour du Sud-Est 1954, in der Tour de Champagne 1956, in der Tour du Var 1957 und 1958 im Eintagesrennen Beziers–Avignon.
Zweite Plätze belegte Bianchi im Grand Prix Midi Libre 1954 hinter Jésus Martinez, in der Marokko-Rundfahrt 1954 hinter Marcel Huber, im Grand Prix d’Aix-en-Provence 1956, in der Tour du Var 1959 und in der Tour du Vaucluse 1960. Die Tour de France fuhr er dreimal. 1952 wurde er 44., 1953 69., 1954 schied er aus. In der Vuelta a España 1960 schied er aus.